# Xã Bloom, Quận Morgan, Ohio
Xã Bloom (tiếng Anh: Bloom Township) là một xã thuộc quận Morgan, tiểu bang Ohio, Hoa Kỳ. Năm 2010, dân số của xã này là 980 người.